# Coll de Manse
El coll de Manse és un port de muntanya del Massís dels Escrinhs, als Alps, que s'eleva fins als 1.269 metres i que es troba al departament dels Alts Alps. El coll uneix la vila de Gap amb l'alta vall de Champsaur i l'estació d'esquí d'Orcières-Merlette. És un coll habitual en el Tour de França.

## Refugi Napoleó
Al coll hi ha un "Refugi de Napoleó", un dels sis que es van construir a la regió entre 1857 i 1858 amb els fons aportats per l'emperador Napoleó de la seva finca per donar aixopluc als viatgers. Napoleó va aportar 50.000 francs en gratitud per l'acollida que havia rebut per part de la població local en tornar d'Elba el 1815.

## Detalls de l'ascensió
Des de Gap l'ascensió segueix la RN85 (Ruta Napoleó), que es deixa poc abans del coll Bayard per entrar a la D944. Per aquest costat l'ascensió té 9,4 km de llargada, en què se superen 528 m de desnivell a una mitjana del 5,6%.
Venint des del sud-est el coll s'afronta des de la vila de La Bâtie-Neuve, a la RN94, des d'on en 8,5 quilòmetres se superen 416 m amb un desnivell del 4,9%.

## Aparicions al Tour de França
El coll de Manse va ser pujat per primera ocasió pel Tour de França en la 12a etapa del 1971, quan fou un port no puntuable de camí entre Orsiera i Marsella. L'any següent va ser superat en dues ocasions, primer com a port de tercera i després com a port de quarta. El 1989 fou superat en la 15a etapa en el decurs d'una contrarellotge individual entre Gap i Orsiera (39 km).
En la 9a etapa del Tour de França de 2003, que procedent de la Cota de La Rochette enllaçava amb el descens del coll de Manse a Joseba Beloki se li bloquejà la roda per culpa del quitrà fos, perdent el control de la bicicleta, cosa que feu que caigués i es lesionés greument. Lance Armstrong, que el seguia de prop va anar a parar a un sembrat, saltant per un terraplè, sense lesionar-se, i pogué continuar el recorregut cap a Gap.
| Any  | Etapa | Categoria    | Inici etapa               | Final etapa | Primer al cim           |
| ---- | ----- | ------------ | ------------------------- | ----------- | ----------------------- |
| 2015 | 16    | 2            | Bourg-de-Péage            | Gap         | Rubén Plaza (ESP)       |
| 2013 | 18    | 2            | Gap                       | L'Aup d'Uès | Ryder Hesjedal (CAN)    |
| 2013 | 16    | 2            | Vaison-la-Romaine         | Gap         | Rui Costa (POR)         |
| 2011 | 16    | 2            | Saint-Paul-Trois-Châteaux | Gap         | Ryder Hesjedal (CAN)    |
| 1989 | 15    | 1 (CRI)      | Gap                       | Orsiera     | Steven Rooks (NED)      |
| 1972 | 13    | 4            | Orsiera                   | Briançon    | Rik Van Linden (BEL)    |
| 1972 | 12    | 3            | Carpentràs                | Orsiera     | Joaquim Agostinho (POR) |
| 1971 | 12    | No puntuable | Orsiera                   | Marsella    |                         |